# جيني ماكلوكين
جيني ماكلوكين (بالإنجليزية: Jenny McLoughlin) هي منافسة ألعاب القوى بريطانية، ولدت في 3 أكتوبر 1991 في ستوكبورت في المملكة المتحدة.

## روابط خارجية
- جيني ماكلوكين على موقع Paralympic.org (الإنجليزية)
- جيني ماكلوكين على موقع اتحاد ألعاب الكومنولث (مؤرشف) (الإنجليزية)